# 一个都不能少
《一個都不能少》是一部1999年上映的劇情片，由張藝謀执导，改编自施祥生1997年的小说《天上有个太阳》。该片使用一班非专业演員製作一齣像纪录片的電影，故事主題是關於農村、貧窮及文盲的問題，在该片中張藝謀保留了演員本身的名字。本片獲得十項國際電影獎項，包括金鸡奖、圣保罗国际电影节和威尼斯電影節的金狮奖。

## 剧情
故事圍繞一名十三歲女生—魏敏芝展开，她被任命到中國大陆河北山區一間偏远學校去做代课老師。前任老师临走前吩咐魏敏芝不要失去任何一個學生，这些学生“一个也不能少”。但其中一個男生張慧科因为家境的问题而辍学到大城市裡尋找工作，所以魏敏芝便到城市里找他，可是却得知张慧科在车站走失，后来便描述敏芝千辛万苦寻人的感人过程，最后在电视台的帮助下顺利寻回，并在各界的捐助下，这所偏远小学也因此得以重生。

## 演员
其中的演员魏敏芝和張慧科并不是专业的电影演员，而是真实的农村孩子，他們来自于河北省张家口市赤城县镇宁堡乡水泉村，后来电影名声大噪，魏敏芝的母校“镇宁堡学校”和电影拍摄地“水泉小学”也因此为人熟知。
此后，这两人离开了他们从小生活的小山区，到河北省石家庄市上学。魏敏芝曾经考过北京电影学院，大學高考后，进入了由西部电影集团和西安外国语大学联合创办的西外西影影视传媒学院。
後來以全額獎學金到楊百翰大學進修影視編導。留學期間不單止努力學實及爭取實習機會，魏敏芝亦遇上了美籍華人丈夫劉錦輝，二人於拍拖兩年後在2008年結婚。

## 爭議
张艺谋的《一个都不能少》因为有升国旗唱国歌的镜头，被戛纳国际电影节说成是对中国的美化，替政府宣传，张艺谋因此因愤而退出该电影节，有一封公开信。
“尊敬的雅哥布主席阁下：
　　
我决定将《一个都不能少》和《我的父亲母亲》这两部影片从您那里撤回，不参加今年的戛纳电影节。因为我觉得您对这两部电影有很严重的误解，这种误解是我所不能接受的。
我的这两部片子都是关于爱的主题。《一个都不能少》表达了我们对孩子的爱心和对我们这个民族整体文化素质现状和未来的忧虑。《我的父亲母亲》讴歌爱情的至真至纯。这是人类共同拥有、颂赞的情感。然而令人不解的是阁下竟以“政治”的理由对影片加以指责，这不能不说是一种政治或文化的偏见。
长期以来，我一直非常热心和积极地参加戛纳电影节。戛纳在我的心目中有着重要的位置，像世界上许多其他导演一样，能入围戛纳常常被我们视为荣誉。但今天，我决定退出是因为我对贵节珍视艺术的宗旨产生了动摇。我很遗憾最后是这样的结果。
一部电影的好与坏，每个人可以有不同的看法，这是很正常的。但我不能接受的是，对于中国电影，西方长期以来似乎只有一种“政治化”的读解方式：不列入“反政府”一类，就列入“替政府宣传”一类。以这种简单的概念去判断一部电影，其幼稚和片面是显而易见的。我不知道对于美国、法国、意大利等国导演的作品您是否也持这种观点。
我希望这种歧视中国电影的情况以后会慢慢改变，否则它不仅仅是对我，而且对于所有的中国导演，包括后继的年轻导演们的作品都是不公平的。
您的朋友
张艺谋

一九九九年四月十八日

### 脚注
1. ↑  Zhang 2001，第136頁.
2. ↑  Kwok & McKnight 2002，第102頁.
3. ↑  .   [2022-08-27]. （原始内容存档于2022-08-27）.

## 外部連結
- 一個都不能少（新浪） （页面存档备份，存于）
- 魏敏芝的网志 （页面存档备份，存于）
- 西影影视传媒学院
- 互联网电影数据库（IMDb）上《一个都不能少》的资料（英文）
- 豆瓣电影上《一个都不能少》的資料 （简体中文）
- AllMovie上《一个都不能少》的资料（英文）
- 爛番茄上《一个都不能少》的資料（英文）